# Armutsbewegung
Die Armutsbewegung des Mittelalters vertrat das Armutsideal des 12. Jahrhunderts. Der eigentliche Ursprung der Armutsbewegung führt zurück in das Neue Testament. Ausgehend von der apostolischen Armut, wie sie der Evangelist Matthäus in der Aussendungsrede (Mt 10,7–14 ) beschreibt, wurde die Armutsbewegung von Laiengemeinschaften in Südfrankreich und Oberitalien verbreitet.

## Grundlagen
Im Alten Testament ist eine doppelzüngige Meinung zur Armut aufgezeichnet. Die Armut soll eine negative Folge von fehlendem Fleiß und Müßiggang sein, auf der anderen Seite wird die Armut der Unterdrückten angeprangert. Gleichzeitig betrachtet man die Armut als ein Geschenk, das es zu verwalten und zu teilen gilt. In der Schlussfolgerung hieße das, dass der, der seine eigene Armut erkennt, die Aufmerksamkeit Gottes auf sich lenkt. Gleichzeitig besteht die Annahme, dass die angenommene und gesuchte Armut im Geist der Religiosität befähigt, die Ordnung des Geschaffenen anzuerkennen und zu akzeptieren.
Jesus greift diese Aspekte des Alten Testaments auf und überträgt sie in seine Zeit.
Das Ideal der Armut beruht auf Jesus Christus selbst, er selbst war ein Besitzloser. Das bedeutet, dass der Kerngedanke der allgemeinen Armut in der Nachfolge Jesu zu finden ist. So auch im Evangelium nach Markus beschrieben:

„Da sah Jesus ihn an, und weil er ihn liebte, sagt er: Eines fehlt dir noch: Geh, verkaufe, was du hast, gib das Geld den Armen und du wirst einen bleibenden Schatz im Himmel haben, dann komm und folge mir nach!“

Die Preisgabe der Güter und das freiwillige Leben in einer allgemeinen Armut traten beim hl. Antonius (251–356) besonders in Erscheinung. Gemäß der Vita Antonii habe er das Gleichnis vom reichen Jüngling (Mk 10,17–31 ) wörtlich umgesetzt und infolgedessen ein asketisches Leben geführt.
In der Anweisung zum Missionsauftrag der zwölf Apostel findet sich im Evangelium nach Matthäus die Aussage: 

„Steckt nicht Gold, Silber und Kupfermünzen in euren Gürtel. Nehmt keine Vorratstasche mit auf den Weg, kein zweites Hemd, keine Schuhe, keinen Wanderstab; denn wer arbeitet, hat ein Recht auf  seinen Unterhalt.“

Die gleichen, gering abgewandelten, Hinweise zum Missionsauftrag finden sich auch im Evangelium nach Lukas (Lk 9,1–6 ).
Das Armutsideal entwickelte sich somit aus der „Vita apostolica“ und der „imitatio Christi“ und sollte besondere Beachtung unter den Ordensgemeinschaften finden, da sich die Ordensmitglieder mit der Nachfolge Christi, und somit der Apostel, identifizieren.

## Die Armutsbewegung
Im 11. Jahrhundert versuchte Hildebrand/Gregor VII. gegenüber dem Klerus die Armutsforderung durchzusetzen, allerdings ohne Erfolg. Damit förderte er indirekt die entstehende Armutsbewegung.
Die gegen Ende des 12. Jahrhunderts in Europa entstandene Armutsbewegung entwickelte sich aus einer Protestbewegung von Laien, die sich gegen die in Südfrankreich und Oberitalien entstandenen reichen Ordensgemeinschaften wandten. Die Waldenser und die Humiliaten waren Laien-Bruderschaften. Ihnen war das Gelübde der apostolischen Armut, einer der „Evangelischen Räte“, als Nachfolge in Christus äußerst wichtig. Befürworter des Armutsideals wie Arnold von Brescia (1090–1155) wurden als Ketzer hingerichtet. Papst Innozenz III. (1198–1216) versuchte die Armutsbewegung in die Bettelorden zu integrieren, stieß damit aber auf den Widerstand der etablierten Mönchsorden. Im Gegenteil, der entstandene Armutsstreit bei den Franziskanern breitete sich aus.
Um 1209 hatten sich um Giovanni Bernardone, den späteren Franz von Assisi (1181–1226), eine größere Schar junger Männer versammelt. Franziskus sandte sie paarweise aus. Um beim Volk und bei den Geistlichen nicht als obdachlose Gesellen zu gelten, verfasste er eine aus dem Neuen Testament bestehende Regel: „Willst du vollkommen sein, so geh hin, verkaufe, was du hast, und gib es den Armen“.(Mk 10,21 )

Papst Honorius III. (1216–1227) verdächtigte die weiblichen Frauengemeinschaften der Häresie, zu den radikalsten Vertreterinnen der Armutsbewegung zählte die Heilige Elisabeth von Thüringen (1207–1231) und Maria von Oignies (1177–1213). Für die Beginen wurde die Streitfrage zur Armut kein existenzielles Thema, da sie die Armut in einer apostolischen Gütergemeinschaft der Jerusalemer Urgemeinde propagierten und im Sinne der Apostelgeschichte (Apg 4,32 ) agierten, hier heißt es zur Gütergemeinschaft der Urgemeinde: 

„…Es gab auch keinen unter ihnen, der Not litt. Denn alle, die Grundstücke oder Häuser besaßen, verkauften ihren Besitz, brachten den Erlös und legten ihn den Aposteln zu Füßen. Jedem wurde davon so viel zugeteilt, wie er nötig hatte…“

## Bettelorden
Bevor sich Ordensgemeinschaften gründeten, die sich in der Nachfolge Christi zur Armut bereit erklärten, gab es Bewegungen, die von der römisch-katholischen Kirche zunächst anerkannt waren aber später als Häretiker verfolgt wurden. Zu diesen Laiengruppierungen zählten die Humiliaten, die Waldenser und die Katharer, deren Mitglieder 1184 von Papst Lucius III. (1181–1185) exkommuniziert wurden.

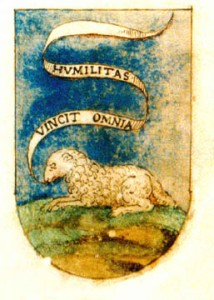
Emblem der Humiliaten
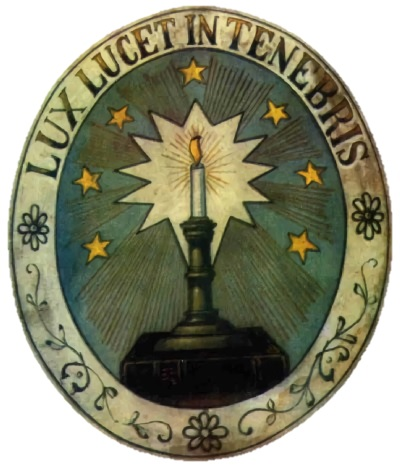
Wappen der Waldenser
Das gelbe Kreuz der Katharer

Im frühen 13. Jahrhundert entwickelten sich die Bettelorden, deren Bestreben es war ihre Ordensgemeinschaften nach dem Armutsideal auszurichten. Sie entstanden als Reformorden, deren Angehörige auf persönlichen Besitz verzichteten, ebenso lehnten die Ordensgemeinschaften jegliches Eigentum ab. Zu den bekanntesten Bettelorden des Mittelalters gehörten die Dominikaner, die Franziskaner, die Karmeliten und die Augustiner. Die Mönche lebten nicht in klösterlicher Abgeschiedenheit, es zog sie vorrangig in die Städte. In kürzester Zeit entwickelten sich die Mönchsorden zu Seelsorgern, Predigern und Lehrer und fanden einen großen Zuspruch in der Stadtbevölkerung. Zur Sicherung ihres Lebensunterhaltes unternahmen die „Bettelbrüder“ in Stadt und Land „Betteltouren“ und sorgten mit den gespendeten Lebensmitteln für den Unterhalt in den städtischen Klöstern. Sie erhielten Einfluss auf das religiöse Leben und waren in den Wissenschaften anerkannte Persönlichkeiten.
Aus dem Grundverständnis der Ordensgemeinschaften heraus betrachtete man die völlige Selbsthingabe – zu der die Armut zählte – als ein gemeinsames Nachdenken und als symbolisches und prophetisches Zeichen in der Armutsbewegung. Die Ordensangehörigen stellten sich in Keuschheit, Armut und Gehorsam in den Dienst der Seelsorge.
Ebenfalls zu Beginn des 13. Jahrhunderts gründeten sich Frauengemeinschaften, die Beginen und Begarden waren alleinstehende Personen, die in der Nachfolge Christi in apostolischer Armut leben wollten. Sie hatten keinen persönlichen Besitz, lebten in Hausgemeinschaften und sicherten ihren Lebensunterhalt mit Handarbeiten. Da sich Beginen und Begarden der Hierarchie und Kontrolle der Kirche entzogen und teilweise eigene Glaubensvorstellungen und -lehren vertraten, wurden sie im Spätmittelalter als Häretiker verfolgt.

Wappen der Dominikaner
Wappen der Franziskaner
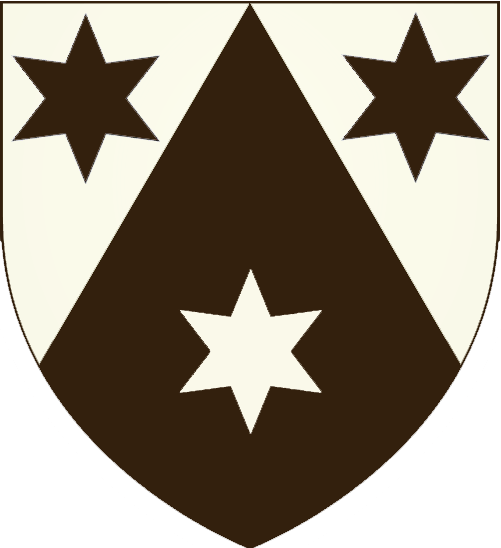
Wappen der Karmeliten
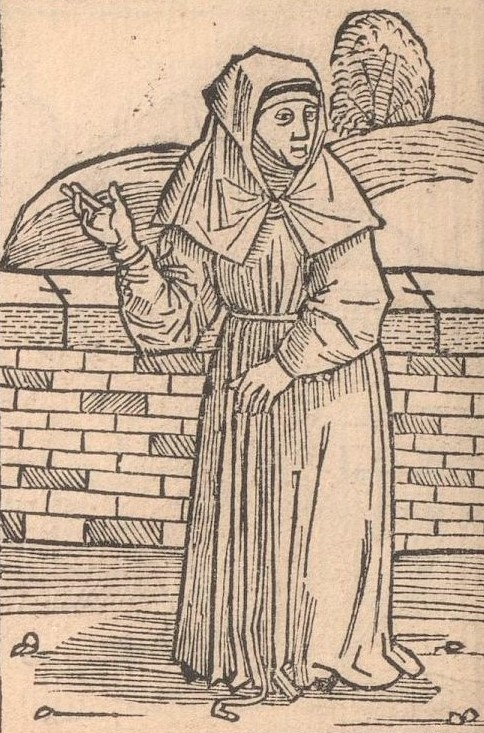
Begine (1489)

## Von der Armutsbewegung zum Armutsstreit
Als Förderer der Armutsbewegung trat Papst Gregor IX. (1227–1241) in Erscheinung, er zeigte aber auch ihre Grenzen im Rahmen der kirchlichen Lehre auf. In besonderem Maße erhielten die Bettelorden seinen Zuspruch und so nahm er zwischen 1228 und 1235 mehrere Heiligsprechungen vor, bei denen er ein überaus großes Maß der Armutsbewegung bestätigte. Zu diesen Heiligen gehören Franz von Assisi (hl. 1228), Antonius von Padua (hl. 1232), Dominikus (hl. 1234) und Elisabeth von Thüringen (hl. 1235). Gregor IX. entwickelte sich aber auch zu einem Papst, der die Bekämpfung der Armutsbewegung als Häresie vorantrieb. Dem von ihm geförderten Amt des Inquisitors fielen besonders eifrige Verfechter der Armutsbewegung zum Opfer.
Mit dem Tod des Franz von Assisi im Jahre 1226, der bereits 1228 heiliggesprochen wurde, entstand eine geistliche Streitfrage über die in seinem Testament niedergeschriebenen Überlegungen zur Armut. Diese schloss eng an den Entsendungsauftrag nach den Evangelien von Matthäus und Lukas an.
Papst Gregor IX. griff mit seinen Päpstlichen Bullen Quo elongati (28. September 1230) und Nimis iniqua (21. August 1231) in die, zwischenzeitlich zum „Armutsstreit“ eskalierten, Auseinandersetzungen ein. Papst Innozenz IV. (1243–1254) griff mit der Päpstlichen Bulle Ordinem vestrum (14. November 1245) die strittigen Punkte erneut auf und erklärte, dass alle Güter des Ordens pro forma im Besitz des Apostolischen Stuhles sind. Die Ordensgemeinschaft durfte die Verwaltung gestifteter Güter eigenständig übernehmen, ansonsten legte er die komplette Exemtion der Kirchen und Klöster fest.